# Centrale photovoltaïque de Montalto di Castro
La centrale photovoltaïque de Montalto di Castro est une centrale photovoltaïque de 84 mégawatts située à Montalto di Castro dans la province de Viterbo, en Italie construite près du site de la centrale nucléaire de Montalto di Castro dont la construction a été abandonnée après le referendum antinucléaire de 1987.

## Histoire
Le projet a été développé par le développeur indépendant SunRay qui a ensuite été racheté par SunPower. Le parc est le plus grand projet photovoltaïque d'Italie, et l'un des plus grands d'Europe.
Le projet a été construit en plusieurs phases. La première phase, d'une capacité totale de 24 MW, a été raccordée fin 2009. Elle utilise des panneaux solaires SunPower ainsi que ses systèmes de trackers. La deuxième phase (8 MW) a été mise en service en 2010, et les troisième et quatrième phases, totalisant 44 MW, ont été achevées en décembre 2010, avec 276 156 modules solaires de 305 watts chacun.
En décembre 2010, SunPower a conclu la vente du parc solaire de Montalto di Castro à un consortium d'investisseurs internationaux. SunPower a conçu et construit la centrale solaire et fournira des services d'exploitation et de maintenance aux nouveaux propriétaires.